# Michel Goulet
Michel Goulet (Péribonka, 21 aprile 1960) è un ex hockeista su ghiaccio canadese.
Goulet è stato uno dei più grandi giocatori canadesi di hockey su ghiaccio che ha militato non solo nella nazionale canadese, vincendo due titoli nella Canada Cup e una medaglia di bronzo ai mondiali del 1983, ma anche nella NHL.